# Васенёв, Василий Пантелеевич
Василий Пантелеевич Васенёв (10 апреля 1916, Яранский уезд, Вятская губерния — 16 сентября 1957, Оршанский район, Марийская АССР) — командир отделения 413-й отдельной разведывательной роты (352-я стрелковая дивизия, 5-я армия, 3-й Белорусский фронт), сержант.

## Биография
Родился 10 апреля (по другим данным — 6 августа) 1916 года в деревне Васенёво в крестьянской семье. Русский. Образование неполное среднее. Работал в колхозе «Красное Васенево» (позже переименован в колхоз имени Кирова), перед войной был избран председателем колхоза.
В марте 1942 года был призван в Красную Армию Оршанским райвоенкоматом, с этого же времени на фронте. Весь боевой путь прошёл в составе 352-й стрелковой дивизии, разведчиком 413-й отдельной разведывательной роты.
В октябре 1943 года заслужил первую боевую награду, когда при прорыве обороны противника в районе села Староселье (Угранский район Смоленской области) первым ворвался в траншею врага, заменил выбывшего из стоя командира отделения, отбил три контратаки и закрепился до подхода основных сил. Награждён орденом красной Звезды.
В ночь на 13 декабря 1943 года в районе деревни Ирвеница (в наградном документе искажённо Арьяница, ныне в составе Зарубского сельсовета Дубровенского района Витебской области) ефрейтор Васенёв, командуя разведгруппой, участвовал в захвате контрольного пленного. Умело и грамотно командовал группой, обеспечил выполнение боевой задачи, лично уничтожил 3 вражеских солдат. Приказом по частям 352-й стрелковой дивизии от 13 января 1944 года (№ 3) ефрейтор Васенёв Василий Пантелеевич награждён орденом Славы 3-й степени.
Член ВКП(б) с 1944 года. В дальнейшем отличился в боях операции «Багратион» в июне-июле 1944 года, где уже командовал отделением.
1 июля 1944 года при форсировании реки Березина у деревни Новосёлки (ныне Борисовского района Минской области Беларуси) младший сержант Васенев одним из первых достиг западного берега реки, где уничтожил 6 гитлеровцев, пытавшихся взорвать мост. 3 июля 1944 года в составе танкового десанта одним из первых ворвался на окраину Минска, где в ходе ожесточённых уличных боёв уничтожил до 5 вражеских солдат и станковый пулемёт. Приказом по войскам 31-й армии от 20 октября 1944 года (№ 198) младший сержант Васенёв Василий Пантелеевич награждён орденом Славы 2-й степени.
Зимой 1945 года во время наступления в Восточной Пруссии сержант Васенёв двигался в боевых порядках пехоты первым ворвался в населённый пункт Тройбург, уничтожил два пулемётных расчета врага и захватил двух пленных. 11 февраля 1945 года восточнее города Цинтен при отражении контратак противника на наблюдательный пункт дивизии огнём из личного оружия уничтожил до 20 гитлеровцев, трёх взял в плен.
Был представлен к награждению орденом Славы 1-й степени, но документы, видимо, застряли в штабе 5-й армии, и попали на подпись уже осенью 1945 года. В это время 5-я армия закончила бои на Дальнем Востоке, а сержант Васенев был уже дома.
Приказом Главнокомандующего Советскими войсками на Дальнем Востоке маршала А. М. Василевского (№ 032/н) от 23 сентября 1945 года за образцовое выполнение боевых заданий командования на фронте борьбы с японцами на дальнем Востоке и проявленные при этом доблесть и мужество старший сержант Васенёв Василий Пантелеевич был награждён орденом Славы 1-й степени. Стал полным кавалером ордена Славы.
В сентябре 1945 года был демобилизован.
Вернулся в родную деревню Васенёво. Был снова избран председателем колхоза имени Кирова. В короткий срок с помощью активистов и вернувшихся фронтовиков восстановил животноводческие фермы, пустил в работу смолокуренный завод, восстановил семенной фонд, успешно выполнил план лесозаготовок, начал строительство общественных объектов. В 1955 году, после реорганизации и объединения колхозов, заведовал колхозной фермой. С 1956 года работал лесником Оршанского лесничества. Фронтовые ранения подорвали здоровье.
Скончался 16 сентября 1957 года.

## Награды
- орден Красной Звезды (19.10.1943)[4]
- орден Славы 1-й (23.09.1945)[1], 2-й (20.10.1944)[6] и 3-й (13.01.1944)[5] степеней
- орден Отечественной войны 2-й степени (27.10.1944)[7]
- медали, в том числе:
  - «За победу над Германией»[1].

## Комментарии
1. ↑  В наградных документах — Васинев.
2. ↑  Звание на момент представления к награждению орденом Славы 1-й степени.
3. ↑  Деревня Васенёво (Аршанка, Араша), относившаяся к Ернурской волости Яранского уезда, в последующем входила в состав Упшинского, Табашинского, Оршанского, Большеоршинского сельсоветов Оршанского района; не сохранилась, ныне — территория Оршанского района республики Марий Эл[2].